# Tärendöälven
Der Tärendöälven (oder Tärendö älv) ist ein Zufluss des Kalixälven in Norrbottens län in Schweden. Er stellt die nach dem Brazo Casiquiare in Venezuela zweitgrößte Flussbifurkation der Welt außerhalb von Deltamündungen dar.
Der Tärendöälven zweigt vom Torneälven in der Gemeinde Pajala ab. Dieser Ursprung befindet sich in der Nähe des Ortes Junosuando in einer Höhe von 210 m. Er nimmt dabei mehr als 50 % des Wassers des Torneälven mit.
Er fließt 52 km nach Südosten und durchläuft dabei Lautakoski und Koijuniemi und entwässert dann in 160 m Höhe in Tärendö in den Kalixälven.
Rechte Zuflüsse des Tärendöälven sind Merasjoki, Leppäjoki, Saittajoki und Jukkasjoki.
Der Karijoki ist ein linker Zufluss.
Der Fluss ist bei Anglern sehr beliebt, wie viele Gewässer in der Nordkalotte.